# La isla de los cánticos
La isla de los cánticos es el primer poemario impreso de la poeta uruguaya María Eugenia Vaz Ferreira, publicado de manera póstuma en 1924. Esta obra, como señala Esther de Cáceres, alumna y una de las primeras lectoras críticas de su obra, este poemario puede filiarse al movimiento modernista, en sus vertientes románticas, parnasiana y simbolista:
En líneas generales podemos vincularla con el modernismo; tal fue, por lo demás, el clima literario de su época de creación. [Sin embargo,] en algunos momentos de La isla de los cánticos predomina un cuidado de la forma, un gran sentido de la belleza abstracta, lo que determinó la calificación de parnasiana formulada por algunos críticos. Otras veces, el subjetivismo de los románticos invade su verso y lo emparenta con algunos ejemplos típicos –sobre todo con Heine. Una experiencia continuada e importante, durante largos años en que fue profunda sentido ejecutante y compositora de Música, trasciende a sus versos y los relaciona con el simbolismo

## Estructura y características
El volumen consta de 41 poemas, cuya selección casi total pertenece a la autora, así como su revisión y disposición. En su organización, no hay alguna división interna, además de los títulos de cada uno. Un aspecto interesante es que la segunda edición de 1956 mantiene las hojas en blanco que se presentaron en la primera la primera. Los poemas incluidos están compuestos en formas poéticas diversas. Sin embargo, es evidente su filiación a una poesía métrica, pues en el poemario predominan, en más de la mitad del total, las composiciones en versos octosilábicos, ya sea en cuartetas o en tiradas de versos con rima asonante Asimismo, también forma parte del repertorio métrico el endecasílabo, especialmente en composiciones de silvas, en las que se utilizan en menor frecuencia también heptasílabos y pentasílabos. Además, algunas poemas se componen en alejandrinos., y de ellos, los menos, en sonetos. En ellos destacan, sobre todo, los temas, los motivos y el lenguaje poético modernistas, así como una voz poética femenina, consciente de su situación histórica dentro de las letras uruguayas.

## Historia editorial del volumen
Antes de que  La isla de los cánticos fuera concebida, como tal, existieron algunas versiones manuscritas previas que fueron publicadas parcialmente con otros nombres. Por ejemplo, Fuego y mármol fue el título de una compilación que se publicó en la revista uruguaya Vida moderna en 1956, sin que tuviera mayor trascendencia. Como señala su hermano, el filósofo Carlos Vaz Ferreira, la preparación del material que compone La isla de los cánticos es una selección de poemas que se habían publicado ya en revistas de la época o que habían circulado en manuscritos entre amigos y conocidos. La preparación de esta obra estuvo a cargo de la autora; sin embargo, en 1924 murió, antes de que pudiera llevar a cabo su publicación. En ese mismo año, su hermano Carlos Vaz Ferreira concluyó la edición y publicó el volumen.

## Crítica
Una de las primeras opiniones críticas hacia la obra corresponden a los comentarios que expresó, su también alumna además de crítica, la poeta Esther de Cáceres, en el prólogo que acompaña La isla de los cánticos. En este texto, la autora refiere el carácter íntimo, de introspección que permea el poemario; un aspecto que, además de referir la nota de sensibilidad que caracteriza a Vaz Ferreira, ofrece una clave de lectura para todo el poemario, la soledad:
Desde la puerta de su libro, ya esa imagen se nos dice según soledad y música. ¡Celebremos la adecuación del hermoso nombre de este libro! En él resplandecen amor de soledad y destino de cantar que la artista tuvo en profundo y altísimo grado. Y así el nombre límpido viene a ser como una clave en todos lo versos contados en la obra, y directísima clave de algunos poemas esencialmente orientados a cantar la soledad
En este sentido, el canto (la concepción de una poesía hecha para cantar) es el vehículo expresivo por el cual las preocupaciones temáticas y personales se manifiestan en formas que sugieren la complejidad de su sustancia. De tal modo, la autora destaca la importancia que Vaz concede a las formas poéticas tradicionales como un manifestación insustituible y única de referir un hecho poético, que no podría enunciarse de otro modo, pues  “en toda la obra de María Eugenia se puede percibir –como uno de sus valores más originales– este don para crear un lenguaje poético, una relación nueva y profunda de las palabras entre sí; relación capaz de sugerir aquella nostalgia que ha llevado a un autor de nuestra época a definir la belleza como ‘el canto de una privación’”
Asimismo, Cáceres considera que son varias las líneas temáticas, realmente íntimas, que conforman el alma de la obra: la línea existencial, la línea idílica, ambas envueltas en un halo de oscuridad, vinculado con el misterio de la mística.
Una de las lecturas más recientes de la autora, ve no sólo en ella la portavoz de una poesía que manifiesta la sensibilidad de principio de siglo y de la naciente cultura uruguaya, sino la manifestación de una identidad femenina que se pregunta por el papel de la mujer en la sociedad. Navia Velasco señala que “su escritura es un grito de angustia ante un mundo que le causa dolor y desconcierto. Se trata de un quehacer poético en el que el simbolismo y el romanticismo tardío se dan cita para construir un lenguaje que para el yo lírico es camino a la vida. [...] En medio de sus gritos metafísicos y de una tradición tardía en la que se inscribe, Vaz Ferreira busca su lugar como mujer, tantea sus rutas y posibilidades”.
Una opinión semejante ofrece Carla Giaudrone, quien señala que ante esta poeta nos encontramos ante una nueva subjetividad femenina en la literatura uruguaya, ya que desde su perspectiva, en el ámbito de la crónica se había presentado una visión hegemónica: “la figura de María Eugenia Vaz Ferreira representa una novedad en el ambiente cultural rioplatense de principios de siglo XX, desde el momento en que el sujeto lírico en su obra consigue devolver la mirada del flaneur-voyeur, introduciendo, de esta forma, una nueva subjetividad en el espacio urbano modernista”  (312).
Asimismo, sobre la importancia de su mirada de poeta, De los poemas de Vaz Ferreira, s ha dicho que anticipan “la mirada activa que se observa posteriormente en los poemas callejeros de Alfonsina Storni, donde la paseante/pasante responde a la visión fija y panóptica del sujeto hegemónico. Aunque la autoridad de sus respectivas miradas no es reconocida como en su contraparte masculino, dicha mirada no deja de ser crítica”.